# Morfologie (taalkunde)
Morfologie of vormleer is, binnen de taalkunde, de leer van de woordstructuur en de woordvorming. De morfologie houdt zich bezig met morfemen, de kleinste betekenisdragende eenheden in een woord.
In zowel de fonologie, de grammatica, de historische taalkunde als de taaltypologie speelt morfologie een belangrijke rol, aangezien morfemen de fundamentele bouwstenen vormen van iedere taal die enige mate van flexie kent. Daarnaast zijn morfemen in het algemeen stabiele taalelementen, ze veranderen minder snel dan taalelementen als klanken (fonemen) en woorden (lexemen). 
De morfologie van een gegeven taal levert daarmee betrouwbare informatie over oudere fasen van diezelfde taal. Ook helpen morfologische kenmerken bij het verklaren van de meeste fonologische kenmerken van een taal.
Behalve in de isolerende talen, is elk woord opgebouwd uit afzonderlijke eenheden, die ieder een herkenbare bijdrage aan de betekenis leveren: de morfemen. De analyse (uitsplitsing) van het woord in morfemen is om meerdere redenen taalkundig van belang. Een groot deel van de woordenschat van een gegeven taal is ooit ontstaan door agglutinatie: het combineren van morfemen, en er ontstaan nog vrijwel dagelijks nieuwe woorden (neologismen) via hetzelfde oude procedé. 
Dit heeft verstrekkende gevolgen. Wie met een tekstverwerker een automatische analyse van een actuele taal wil maken (bijvoorbeeld voor automatische afbreking, spellingscontrole of informatietechnologie), kan niet volstaan met een lijst van alle woorden uit die taal. Ook de nieuw-vormingen zullen door de spellingscontrole als morfologisch correcte combinatie herkend moeten worden.
De morfologie bestudeert de woordbouw van een gegeven taal, de morfologische typologie vergelijkt de woordbouw tussen verschillende talen.